# Eugène Vaulot
Eugène Gustave Vaulot là một người lính Pháp phục vụ trong đơn vị Waffen SS của Đức Quốc xã trong Chiến tranh thế giới thứ hai. Ông nổi tiếng là một chuyên gia chiến đấu tầm gần và đặc biệt với các chiến tích tiêu diệt xe tăng Liên Xô tại mặt trận Xô-Đức bằng vũ khí chống tăng cá nhân, trong đó có tám xe tăng trong Trận Berlin và được trao tặng huân chương Thập tự Hiệp sĩ ngày 29 tháng 4 năm 1945.

## Cuộc đời
Eugène Vaulot sinh tại Paris ngày 1 tháng 6 năm 1923. Trước chiến tranh, ông làm nghề thợ sửa ống nước. Tuy nhiên vào năm 1941, ông trở thành một trong những người tình nguyện đầu tiên tham gia Quân đoàn Tình nguyện Pháp Chống Chủ nghĩa Bolshevik (Légion des volontaires français contre le bolchévisme - L.V.F.), thuộc Đại đội 1. Thái độ tích cực và hài hước giúp ông rất được lòng các đồng đội cùng đơn vị. Tại mặt trận Xô-Đức mùa đông 1941/42, ông đã tham gia chiến đấu tại hồ Djukovo ngoại vi thành phố Moskva. Ông được nhận huân chương Thập tự Sắt hạng nhì cho sự dũng cảm của mình. Sau đó, ông tham gia nhiều hoạt động chống du kích tại Đông Âu trước khi bị thương và buộc phải rời bỏ L.V.F. năm 1943 với quân hàm Obergefreiter (tương đương Hạ sĩ).
Eugène trở lại đời sống dân sự trong một thời gian ngắn trước khi ông quyết định gia nhập quân ngũ trở lại, lần này ông xin vào Hải quân Đức (Kreigsmarine) vào năm 1944 và được bổ nhiệm làm đội trưởng trong Trung đội 3, Đại đội 4, Schiffstammabteilung 28, đơn vị sau đó được sáp nhập vào Sư đoàn 33 Waffen SS Charlemagne (sư đoàn gồm lính tình nguyện Pháp tham gia Wehrmacht và sau này là Waffen-SS) vào mùa thu năm 1944.
Eugène sau đó trở thành thành viên của Đại đội Cận vệ Danh dự thuộc Sư đoàn, do Wilhelm Weber chỉ huy và mang hàm Unterscharführer (tương đương Trung sĩ). Khi được đưa đến Pomerania, ông đã tham gia chiến đấu tại Elsenau và Kolberg. Trong trận đánh tại Elsenau vào tháng 2 năm 1945 khi Sư đoàn Charlemagne đối đầu với Hồng quân Liên Xô, Eugène bắn cháy một xe tăng hạng nặng Iosef Stalin bằng vũ khí chống tăng cá nhân panzerfaust và đã được một phi công Đức tặng huân chương Thập tự Hiệp sĩ của chính anh ta. Thành tích chiến đấu tại Pomerania mang về cho ông huân chương Thập tự Sắt hạng nhất về sự dũng cảm của mình.

### Trận Berlin
Trong những ngày đầu tiên của Trận Berlin, sau khi tiêu diệt hai xe tăng tại phân khu Neukoelln, Eugène nói đùa với các đồng đội rằng mình đã làm xong việc chuẩn bị cho những trận đánh sắp đến. Sau đó khi chiến sự diễn ra ác liệt ở trung tâm thành phố, ông đã tiêu diệt sáu xe tăng Liên Xô nữa bằng panzerfaust khi chúng đang tiến đến các vị trí tại Dinh Thủ tướng đế chế (Reichskanzlei) và hầm chỉ huy của Hitler. Tổng cộng trong toàn trận đánh này, ông đã tiêu diệt được tám xe tăng Liên Xô.
Chiến tích này đã giúp ông được Chuẩn tướng SS Wilhelm Mohnke đề cử trao tặng huân chương Thập tự Hiệp sĩ. Chiều ngày 29 tháng 4 năm 1945, trong ánh đèn cầy tại một căn hầm chỉ huy dưới nhà ga, ông được Chuẩn tướng SS Gustav Krukenberg đích thân trao tặng huân chương trên. Sau lễ trao thưởng, Vaulot nói rằng ước nguyện của mình đã thành sự thật và ông có thể chết mà không hối tiếc.
Eugène Vaulot tử trận ngày 2 tháng 5 năm 1945, chỉ hai ngày sau khi nhận được huân chương Thập tự Hiệp sĩ dưới tay một xạ thủ bắn tỉa Hồng quân.